# Eowils i Halfdan
Eowils i Halfdan (o Healfdan) van ser dos reis que van governar conjuntament al segle x en la Northúmbria conquerida pels vikings, anomenada Jòrvik.
El seu regnat va començar a la mort d'Æthelwold de Wessex, que va finir a mans d'Eduard el Vell durant la revolta del 902. Van governar durant més de vuit anys fins que es van haver d'enfrontar amb el rei anglès en la batalla de Tettenhall, un lloc de l'antiga Mèrcia identificat amb l'actual Wolverhampton. Tots dos van morir en el camp de batalla i l'exèrcit viking va ser derrotat per les forces aliades dels anglosaxons. En la Crònica d'Æthelweard, una versió en llatí de la Crònica anglosaxona, consta el nom d'un tercer governant de Jòrvik del mateix període d'aquest dos reis, anomenat Ingwær, el qual també va morir en la batalla de Tettenhall.
Aquests reis van ser succeïts per Ragnall ua Ímair.